# Przeszłość Demograficzna Polski
Przeszłość Demograficzna Polski – czasopismo naukowe poświęcone demografii historycznej, wydawane od 1967 roku przez Sekcję Demografii Historycznej Komitetu Nauk Demograficznych PAN. Jego redaktorami naukowymi byli kolejno: Adam Szczypiorski (tomy 1–7, 1967–1975), Stanisław Borowski (tomy 8–10, 1975–1978), Egon Vielrose (tomy 11–14, 1979–1983), Irena Gieysztorowa (tomy 15–19, 1984–1994), Julian Karol Janczak (tom 20, 1997), Marek Górny (tomy 21–36, 2000–2014); obecnie funkcję tę pełni dr hab. Dariusz K. Chojecki (od tomu 37, 2015).